# زباد النخل المقنع
زباد النخل المقنع أو زباد ذو وجه الجوهرة (الاسم العلمي Paguma larvata)، هو نوع من أنواع الزباد الأصيلة في شبه القارة الهندية وجنوب شرق آسيا. وقد صنّفه الاتحاد الدولي لحفظ الطبيعة في عام 2008 على أنه «أدنى خطورة» لأنه يوجد في العديد من المناطق المحمية، ويتساهل بدرجة معينة من تعديل على الموئله، ينتشر على نطاق واسع مع المجموعات السكانية الكبيرة. سُمّي جنس Paguma لأول مرة ووصف من قبل جون إدوارد غراي عام 1831. وهو جنس وحيد النوع.
يوجد في الأجزاء الشمالية من شبه القارة الهندية ، وخاصة جبال الهيمالايا ، والتي تمتد شرقاً عبر بوتان وبنغلاديش وميانمار وتايلاند وشبه جزيرة ماليزيا ولاوس وكمبوديا وفيتنام إلى الصين وبورنيو وسومطرة وتايوان وأندامان. وجزر نيكوبار . تم استقدامه إلى البر الرئيسي لليابان وجزر ريوكيو . تم تسجيل وجوده في الغابات دائمة الخضرة والنفضية ، وفي الموائل المضطربة. 
الزباد المقنع هو حيوان مفترس ليلي ينشط في بعض الأحيان خلال النهار.    وهو شجري جزئيًا.  عند الانزعاج ، يرش الحيوان إفرازًا من غدته الشرجية ضد المفترس. 
في الآونة الأخيرة، كان يعتبر زباد نخل المقنع ناقل محتمل لمرض السارس.

## معرض صور

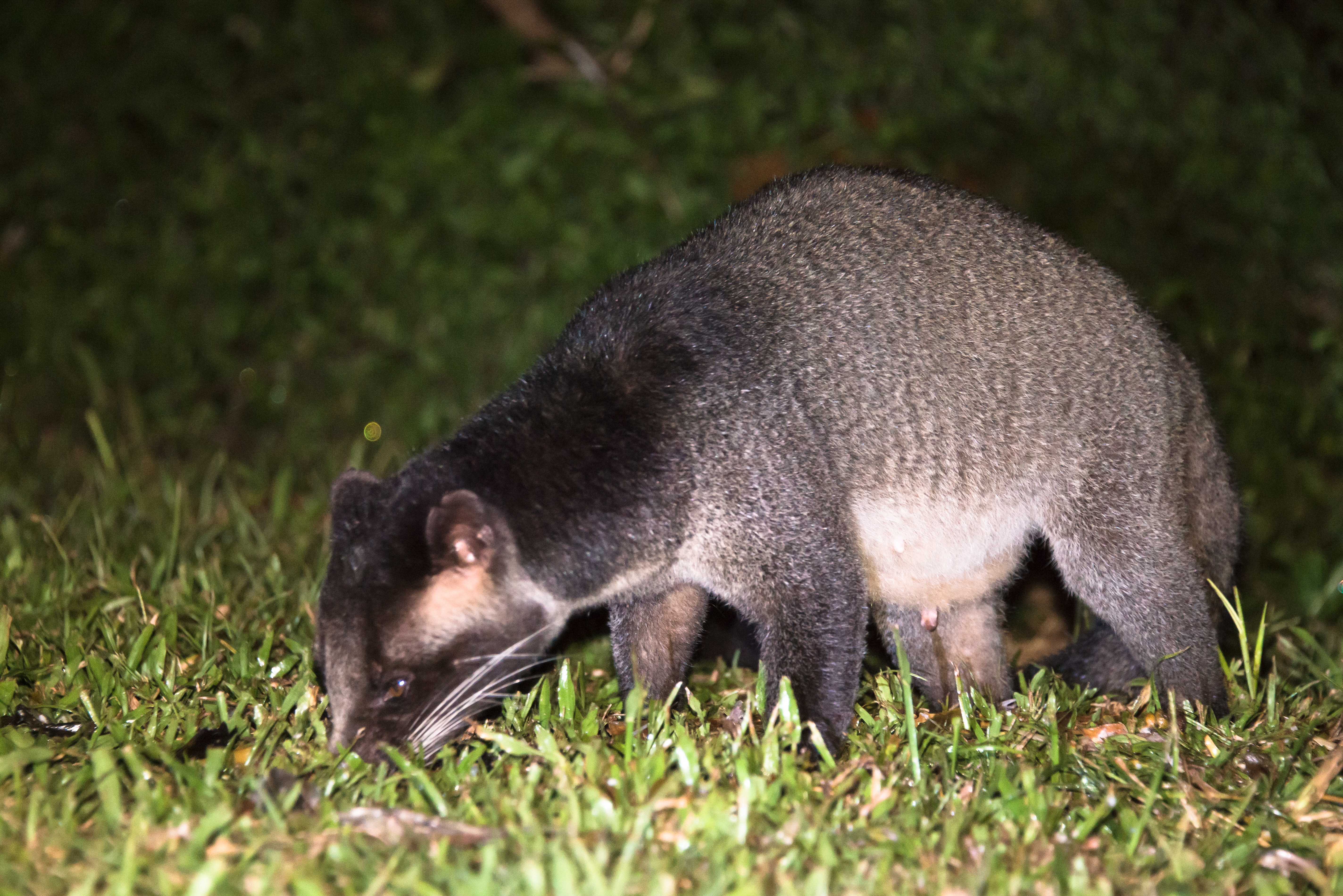
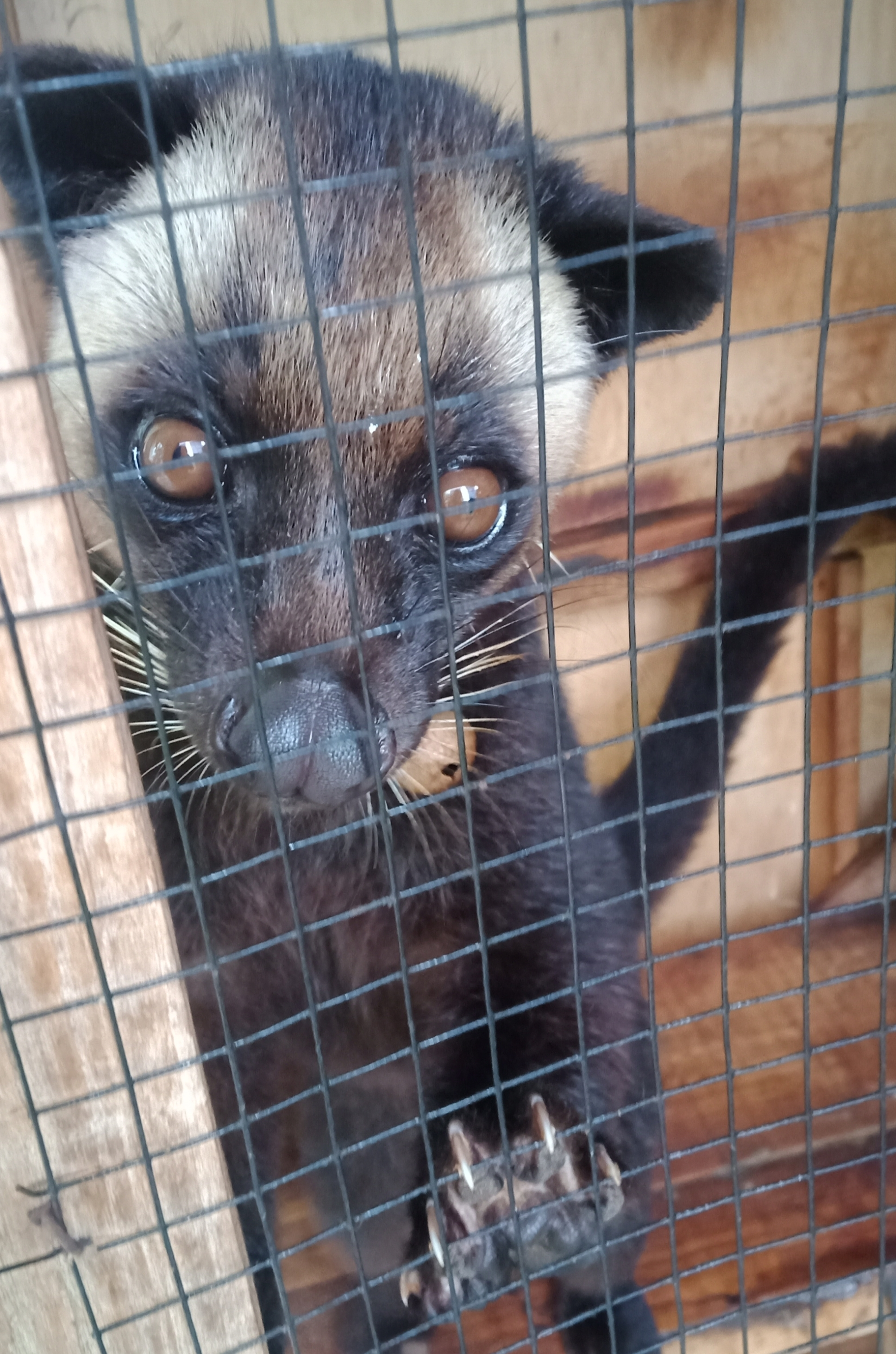
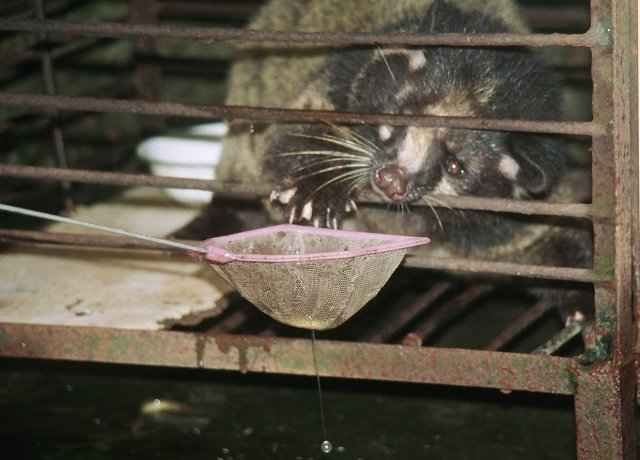